# 静的スコープ
静的スコープ（せいてきスコープ、英: static scope）とは、プログラミング言語におけるスコープの一種。字句のみから決定できるため、字句スコープまたはレキシカルスコープ (lexical scope) ともいう。

## 概要
まず、一般的なローカル変数のスコープについて考える。
ブロックなどの構造を持つプログラミング言語では、あるブロックの内側のローカル変数は、そのブロックの外側からは「見えない」というものが多い。ただし、以前のJavaScript (ECMAScript) のように、サポートされるのは関数内ローカルのみで、ブロックローカルというスコープは無いものもある。
疑似コードによる例を挙げる。
```
A
 
{

    
var
 
x
;

}

B
 
{

    
var
 
x
;
 
// A内のxとは別物

    
var
 
f
;

    
C
 
{

        
var
 
y
;
 
// Cの内側からしか見えない

        
y
 
=
 
rand
();

        
f
 
=
 
function
(
z
)
 
{
 
return
 
y
 
+
 
z
;
 
};

    
}

    
x
 
=
 
f
(
42
);

}

```

ブロックAで定義されている変数xとブロックBで定義されている変数xは同じ識別子を持つが、ブロックが異なるため実体は別である。また、ブロックBからは、さらに内側のブロックCで定義されている変数を参照することはできない。逆にブロックCからはブロックBで定義されている変数xとブロックCで定義されている変数yが参照可能である。
以上のようなスコープはローカル変数として一般的なものである。しかし、上記の疑似コード中にある f = function(z) { return y + z; }; のように、スコープ内にある手続きオブジェクト（クロージャ）によって、そのスコープ内における束縛を外部に持ち出すといったような（ことが可能な言語の）場合に、「静的スコープか否か」といったようなことが議論になる。
次の節で述べるCommon Lispでのdefvarや、Perlにおいてmyではなくlocalで宣言した変数といった動的スコープの場合は、その名前解決が、そのソースコードにおいて見えるように解決される（静的スコープ）のではなく、実行時の関数呼び出しの経路（コールスタック）から、ひとつひとつ呼出元をたどるようにして行われる（詳細は「動的スコープ」の記事を参照）。
それに対し静的スコープの場合は、手続きオブジェクトがクロージャによって実装されているなどのようにして、そのスコープにおける束縛が手続きオブジェクトに「ひっ付いて」おり、コールスタックによってではなく、手続きオブジェクトが作られた場所のスコープで名前が解決される（「コールスタック」の記事中の「ルーチンの入れ子における静的スコープサポート」という記述も参照）。

## Common Lispにおける例
Common Lispは、静的スコープを一般的なルールとし、動的スコープの名前については明示が必要である。
```
(
defvar
 
*a*
)

;; *a* を動的スコープで値なしで宣言する。

;; アスタリスクは名前の一部である。

;; defvarは、以降のそれに対する束縛が静的なものでなく、

;; 動的なものである事を保証する。

(
setf
 
*a*
 
5
)

;; 変数 *a* を整数 5 に設定する。

(
let
 
((
*a*
 
3
))
 
*a*
)

; --> 3 

;; 明示的にletの中で上書きされた場合、*a*は3

*a*

; --> 5

;; letの外に出るともとに戻る

(
defvar
 
func-lex
)

(
setf
 
func-lex

	  
(
let
 
((
a
 
3
))

		
(
lambda
 
()
 
a
)))

;; 現在、静的スコープ内の3がlambdaの中に残っている

;; したがって、

(
let
 
((
a
 
5
))

  
(
funcall
 
func-lex
))

; --> 3

;; 外からaを書き換えて呼び出しても、

;; 保存された静的な束縛 a = 3 がまだ残っており、

;; それが有効になって答えは3となる

;; 一方、*a*について考えると、

(
defvar
 
func-dyn
)

(
setf
 
func-dyn

	  
(
let
 
((
*a*
 
3
))

		
(
lambda
 
()
 
*a*
)))

(
funcall
 
func-dyn
)

; --> 5

;; *a*は動的スコープの変数として宣言されているため、

;; lambdaの中の *a* は常に

;; その時点での最も外側の変数を指すことになる。

;; 静的スコープに束縛された *a* = 3 はlambdaの中に保存されない

```